# Саблеклюн
Саблеклюнът (Recurvirostra avosetta) е прелетна птица от семейство Дъждосвирцови. Среща се и в България. Според Червената книга на България видът се смята за застрашен.

## Физически характеристики
Дължината на тялото на саблеклюна е 43 cm, размахът на крилата – 78 cm, а оперението му е двуцветно. Главата, задната страна на врата, част от плещите и маховите пера са черни, а останалите части на тялото са бели. Клюнът е дълъг, извит нагоре и наподобява закривена сабя. Полов диморфизъм не се наблюдава, но има слабо изразен възрастов диморфизъм. Младите индивиди са със сиви гърди и ръждивокафяв цвят по крилата.
Звукът, който издава е звънливо и многократно повтарящо се „куик-куик“.

## Разпространение
Саблеклюнът е разпространен в Централна и Южна Европа, Африка, Западна Азия, Северна Америка и Австралия. Зимува в Африка, Южна Азия, Балканския полуостров и по крайбрежията на Средиземно и Каспийско море. Северните популации мигрират на юг между август и октомври и да се връщат за размножаване между март и май.
В България долита през март и отлита през септември и октомври. По време на миграционния период може да бъде срещнат край вътрешните водоеми на страната. Отделни индивиди остават в България и през зимата. През размножителния период е наблюдаван само по Черноморското ни крайбрежие, където обитава малки заливи, солници, крайбрежни блата, езера, равни брегове и лагуни.
В миналото е бил редовно гнездещ вид край Бургаските езера, блатото-лагуна Алепу, по Дунавското крайбрежие и поречието на река Искър. През последните години гнездовата популация е концентрирана в езерата около Бургас, главно край Атанасовското езеро, където е най-многоброен по време на миграция. По-рядко гнезди в Шабленската тузла, Белославско-Варненския езерен комплекс, Дуранкулашкото езеро и инцидентно по Дунавското крайбрежие. Общата численост на вида в България е около 250 – 800 двойки, а през по-топли зими числеността му достига до 1500 птици. Броят на саблеклюна в световен мащаб за 2006 година се оценява на 210 000 – 460 000 птици.

## Начин на живот и хранене
Саблеклюнът живее на колонии, обикновено между 10 и 70 двойки. Обитава солени, бракични или сладководни водоеми, засолени терени, пясъчни коси, рибарници, изкуствени водоеми, речни устия поливни площи и наводнени равнини в безводни области. Най-важната характеристика на местообитанията за разплод са високата соленост и нивото на водата, което през лятото постепенно се понижава и излага допълнителни места за хранене. Рядко се появява край вътрешните сладководни езера и реки. 
При миграции и през зимата се срещат на ята в разнообразни влажни зони. За нощуване се събират в големи ята от няколко хиляди индивида.
Храната на саблеклюна се състои предимно от водни безгръбначни с дължина между 4 и 15 cm, включително водни насекоми, малки бръмбари, мушици, ларви на мухи, ракообразни, червеи и мекотели, които събира по тинестото дъно на разливите. Понякога се храни и с дребни рибки и растителни остатъци, семената и малки корени. Когато търси храна потапя във водата главата, шията и предната част на тялото си.

## Размножаване
При образуване на гнездовата двойка мъжкият токува. Гнездото може да бъде разположено на различни места, включително върху голия пясък, засъхнала кал, къса трева, суха растителност, отломки и отпадъци. То представлява ямичка, застлана с трева и водни растения. Саблеклюнът гнезди на големи колонии, като разстоянието между две съседни гнезда обикновено е около един метър, но може да бъде и 20 – 30 cm. Женската снася 3 – 4 яйца в охрен цвят, изпъстрени с чернокафяви и сивкави петна. Двете птици ги мътят заедно на смени в продължение на 22 – 24 дни.
При опасност двете възрастни птици се преструват на ранени и постепенно се отдалечават от гнездото. В това време малките се притаяват до земята или се скриват между блатните растения.

## Отрицателно действащи фактори
В Европа видът е застрашен от замърсяването на влажните зони с полихлоринирани бифенили, инсектициди, селен, олово и живак. Важните места за зимуване, например в Португалия или Жълто море, са застрашени също от развитието на инфраструктурата, мелиорациите, замърсяването, човешката намеса и намаляването на речните течения. Видът е чувствителен към инфлуенца по птиците и ботулизъм, така че може да бъде застрашен от бъдещи огнища на тези заболявания.
В България върху популацията на саблеклюна отрицателно действат резките промени на водното ниво в местата на гнездене, безпокойството, предизвикано при ремонтни дейности на дигите в Атанасовското и Поморийското езеро, унищожаването на люпилата от наземни хищници, замърсяване на водите.

## Галерия
- Яйце на саблеклюн
- Малко, търсещо храна
- Възрастна птица, търсеща храна
- В полет
- Видео на възрастна птица, търсеща храна